# Arrondissement di Pointe-à-Pitre
L'arrondissement di Pointe-à-Pitre è una suddivisione amministrativa francese, situata nel dipartimento d'oltremare francese di Guadalupa che comprende alcune isole dell'omonimo arcipelago caraibico (Grande-Terre, La Désirade e Maria-Galante).

## Composizione
L'arrondissement raggruppa 14 comuni in 11 cantoni suddivisi su tre isole:
- Cantone di Les Abymes-1, limitato ad un solo comune:
  - parte di Les Abymes
- Cantone di Les Abymes-2, limitato ad un solo comune:
  - parte di Les Abymes
- Cantone di Les Abymes-3, che comprende due comuni:
  - parte di Les Abymes
  - parte di Le Gosier
- Cantone di Le Gosier, limitato ad un solo comune:
  - parte di Le Gosier
- Cantone di Le Moule, limitato ad un solo comune:
  - Le Moule
- Cantone di Marie-Galante, che comprende tre comuni:
  - Capesterre-de-Marie-Galante
  - Grand-Bourg
  - Saint-Louis
- Cantone di Morne-à-l'Eau, limitato ad un solo comune:
  - Morne-à-l'Eau
- Cantone di Petit-Canal, che comprende tre comuni:
  - Anse-Bertrand
  - Petit-Canal
  - Port-Louis
- Cantone di Pointe-à-Pitre, limitato ad un solo comune:
  - Pointe-à-Pitre
- Cantone di Saint-François, che comprende tre comuni:
  - La Désirade
  - Saint-François
  - parte di Sainte-Anne
- Cantone di Sainte-Anne, limitato ad un solo comune:
  - parte di Sainte-Anne